# Guyhirn
Guyhirn est un village du Cambridgeshire, en Angleterre.